# Silvia Sperber
Silvia Sperber (Erpfting, 9 febbraio 1965) è un'ex tiratrice a segno tedesca.

## Palmarès

### Olimpiadi
- 2 medaglie:
  - 1 oro (Seul 1988 nella carabina 50 metri tre posizioni)
  - 1 argento (Seul 1988 nella carabina 10 metri aria compressa)